# جورج پوشکاش
جورج پوشکاش (انگلیسی: George Pușcaș؛ زادهٔ ۸ آوریل ۱۹۹۶) بازیکن فوتبال اهل رومانی است.
از باشگاه‌هایی که در آن بازی کرده‌است می‌توان به باشگاه فوتبال پیزا، باشگاه فوتبال باری، باشگاه فوتبال جنوآ، باشگاه فوتبال ردینگ، باشگاه فوتبال پالرمو، باشگاه فوتبال نووارا، باشگاه فوتبال بنونتو، و باشگاه فوتبال اینتر میلان اشاره کرد.
وی همچنین در تیم‌های ملی فوتبال زیر ۱۷ سال رومانی، زیر ۲۱ سال رومانی، و رومانی بازی کرده‌است.